# Het vliegende bed
Het vliegende bed is het achtenveertigste stripverhaal uit de reeks van Suske en Wiske. Het is geschreven door Willy Vandersteen en werd gepubliceerd in De Standaard en Het Nieuwsblad van 27 november 1958 tot en met 9 april 1959. Eduard De Rop, die net was begonnen als vaste medewerker van Vandersteen, tekende ook aan het verhaal mee.
De eerste albumuitgave was in 1959, in de Vlaamse tweekleurenreeks met nummer 36. Het vliegende bed was het eerste Suske en Wiske-verhaal dat meteen in de tweekleurenreeks verscheen (zie verder #Achtergronden bij de albumuitgaven). In 1971 verscheen het verhaal in de Vierkleurenreeks met albumnummer 124. De geheel oorspronkelijke versie is in 1997 nog eens uitgebracht in Suske en Wiske Klassiek.

## Personages
- Wiske, Suske, Schanulleke, tante Sidonia, Lambik, Jerom, agent van Snuffelen, Anne-Marie van Zwollem, van Zwollem, een geniaal geleerde, professor Barabas, prins La-Meling, prinses Banylon, prins Tof-Fen-Tip.

## Locaties
- Het kasteel van de Van Zwollems, het Oude Egypte, het laboratorium van professor Barabas.

## Het verhaal
Wiske is jarig. Suske heeft als verrassing een mechanisch werkje in Schanulleke laten bouwen, hierdoor kan Wiskes popje lopen. Schanulleke wandelt de straat op. Als Lambik het popje terughaalt, glijdt hij uit en lijdt daardoor tijdelijk aan geheugenverlies. Hij stuit op een vliegend bed, dat hem naar het kasteel van de Van Zwollems brengt. Een gemaskerde boef vertelt over een geniale geleerde, die in 1880 iets geheimzinnigs uitvond. De drie zonen van deze geleerde kregen ruzie, waarop hij besloot de formule van zijn uitvinding niet aan hen na te laten, maar deze te verdelen in drie verschillende vliegende bedden.
De gemaskerde vertelt dat hij al één bed in zijn bezit heeft. Per toeval ontdekken de vrienden het derde bed in een geheime kamer in het kasteel, maar dit bed wordt vernield. Door toedoen van Van Zwollem kan de gemaskerde wegvliegen met het tweede bed. De vrienden gaan naar professor Barabas, die het bed probeert te repareren. Daar laat Van Zwollem een gevonden Egyptisch paspoort zien, dat van prins Tof-Fen-Tip blijkt te zijn.
Suske en Wiske belanden met het derde vliegende bed in Egypte. Wiske raakt gewond door een pijl die is afgeschoten door de bende van prins Tof-Fen-Tip. Wiske laat Schanulleke weglopen, waarna Schanulleke even later wordt gevonden door prinses Banylon. Samen met prins Tof-Fen-Tip helpt de prinses Wiske. Het echtpaar maakt zich intussen zorgen over de opstand van prins La-Meling. Suske komt in de problemen bij de zwarte piramide, maar wordt net op tijd gered door prins Tof-Fen-Tip en zijn leger. De bende van prins La-Meling wordt verslagen en de neven verzoenen zich.
Suske en Wiske vliegen met het bed en het ontbrekende stuk van de formule terug naar België. Professor Barabas gaat nu aan de slag met de formule. Dan wordt de vloeistof echter gestolen door "De Wreker" (Van Zwollem). Lambik waarschuwt het leger als blijkt dat Van Zwollem Schanulleke in de vloeistof heeft gelegd. Schanulleke groeit hierdoor uit tot een pop van gigantisch formaat, en het leger probeert haar op te blazen met springstof. Door de ontploffing begint het mechanisme in Schanulleke te werken, en ze dreigt het dorp omver te lopen. Zelfs Jerom kan Schanulleke niet tegenhouden. Na wat schade aangericht te hebben, krimpt Schanulleke weer, net op het moment dat het leger een nieuwe poging doet om haar op te blazen. De vloeistof is juist op dat moment uitgewerkt. 
Als professor Barabas opnieuw proeven wil doen, blijkt Van Zwollem de papieren waarop de formule geschreven stond uit voorzorg verbrand te hebben; het middel is wat hem betreft te gevaarlijk gebleken om nog verder mee te experimenteren.

## Achtergronden bij het verhaal
- Als professor Barabas bezig is met de proeven, vraagt hij zich af of hij wel goed bezig is. Hiermee wordt een verwijzing gemaakt naar de kernbom. Het op een speelse manier bekritiseren van de productie van (kern)wapens is een vaak terugkerend motief in de Suske en Wiske-verhalen. Het was ten tijde van het uitkomen van dit album al eerder gebruikt in bijvoorbeeld De speelgoedzaaier.
- In dit verhaal keren enkele nevenpersonages terug die al eerder voorkwamen in de serie: enerzijds Anne-Marie van Zwollem, Van Zwollem (Het sprekende testament) en anderzijds Prins La-Meling, prinses Banylon, prins Tof-Fen-Tip (Het zingende nijlpaard)
- Door recensenten is gewezen op het gebrek aan samenhang en logica in de verhaallijnen en de manier waarop Jerom aan het einde ineens als deus ex machina optreedt.[1]
- Men kan zich afvragen in hoeverre het idee van een vliegend bed van Willy Vandersteen afkomstig is. In 1945 publiceerde het Nederlands dagblad de Volkskrant de tekenstrip De avonturen van Pa Pinkelman van de Nederlandse schrijver Godfried Bomans. Hierin kwam al een vliegend bed voor.

## Uitgaven

### Achtergronden bij de albumuitgaven
Bij de eerste albumuitgave van Het vliegende bed in 1959 werden enkele opvallende vernieuwingen doorgevoerd in de lay-out. De prent op de voorkaft werd nu groter gemaakt. De letters van de titel waren voor het eerst geel in plaats van wit, iets dat sindsdien altijd zo is gebleven. Ook de achterkant van de albums werd vanaf  Het vliegende bed vernieuwd.

## Vertalingen
Het verhaal is in de volgende talen verschenen:
- Frans (1959) - Bob et Bobette - Le lit volant (tweekleuren)
- Frans (1971) - Bob et Bobette - Le lit volant (vierkleuren)
- Italiaans (1978) - Bob et Bobette - Il letto volante
- Zweeds (jaren 80)
- Noors (1986) - Finn & Fiffi - Den flygende sengen
- Fins (1986) - Anu & Antti - Lentävä vuode
- Engels (1989) - Bob & Bobette - The flying bed
- Taiwanees (1992) - Dada & Beibei - ?
- Frans (jaren 90) - Bob et Bobette - Le lit volant (luxe uitgave)
- Chinees (1996) - Xin DingDing lixianji - ?
- Spaans (jaren 90) - Bob y Bobet - La cama del vuelo